# Simosuchus
Simosuchus és un gènere extint de crocodilomorfs notosucs del Cretaci superior de Madagascar. Se li ha sobrenomenat "cocodril nas de pug" pel seu crani inusualment curt. Els individus adults haurien mesurat 1 metre en longitud, aproximadament. Les dents de S. clarki tenien forma de claus que s'ajuntaven en el seu musell curt, trets inadequats per a un carnívor. De fet, aquestes característiques han portat a alguns palaeontólogos a creure que era un omnívor terrestre.